# Makungu
Makungu è una circoscrizione mista (mixed ward) della Tanzania situata nel distretto di Mufindi, regione di Iringa. Conta una popolazione di 12 751 abitanti (censimento 2012).